# Jeannette Ndiaye Lokamba
Jeannette Ndiaye Lokamba est une chanteuse Sénégalo-camerounaise.

## Biographie

### Enfance, éducation et débuts
Jeannette Ndiaye Lokamba est sénégalaise par son père et camerounaise par sa mère.

### Carrière
Jeanette Ndiaye Lokamba est l'une des grandes voix camerounaises des années 80,. Elle est révélée en 1981 avec son titre afro-disco Makom Ma Bobe.

## Discographie
- Mbengue en 1985,
- Muna en 1988
- Aimey en 1989[3]

Le titre Makom Ma Bobe a reçu le prix RFI. Il est au départ, l'un des trois titres de Mut'a Mbamba, son 45T de 1981, produit par Jojo Ngalle, musicien de makossa,.